# Sign Your Name
Sign Your Name ist ein Popsong des Sängers Sananda Maitreya, den er unter seinem damaligen Künstlernamen Terence Trent D’Arby veröffentlicht hat. Er erschien auch auf seinem Album Introducing the Hardline According to Terence Trent D’Arby.

## Geschichte
Sign Your Name mischte als Ballade Soul, Pop und Contemporary R&B. Das Stück wurde von Terence Trent D’Arby selbst geschrieben und von Martyn Ware produziert. 
Im Dezember 1987 wurde es als Single ausgekoppelt. Das Lied erreichte Platz sieben in Deutschland und Platz acht in der Schweiz. In den Billboard Hot 100 erreichte es Platz vier, in Großbritannien Platz zwei.
Von Sign Your Name wurde auch eine Remixversion von Lee Perry herausgebracht. Sie erschien als B-Seite der Single sowie mit anderen Stücken, von denen Perry Remixe erstellt hatte, als eigene 10"-Veröffentlichung.

## Coverversionen
Der Song wurde oft gecovert, etwa von Michael Bolton, Marina Lima, Elliott Yamin, The Dead Science, Human Nature, Night Shift, George Michael, Lexington Bridge, The Flying Pickets, Cass & Slide, Peter Andre, Joana Zimmer (Album Showtime), Maria Lawson (B-Seite von Breaking Me Down), Zoe Mazah (Album Zoeciety) und Kevin Lyttle. Auch Sheryl Crow coverte das Lied auf ihrem Album 100 Miles from Memphis, Justin Timberlake übernahm den Backgroundgesang. Dazu gab es ein Musikvideo von Wayne Isham. 2010 nahm Jason Donovan eine Coverversion von Sign Your Name für sein Coveralbum Soundtrack of the 80s. 2021 veröffentlichte die Band Light the Torch eine Metal-Version des Liedes.